# Rooms-katholieke begraafplaats De Loo

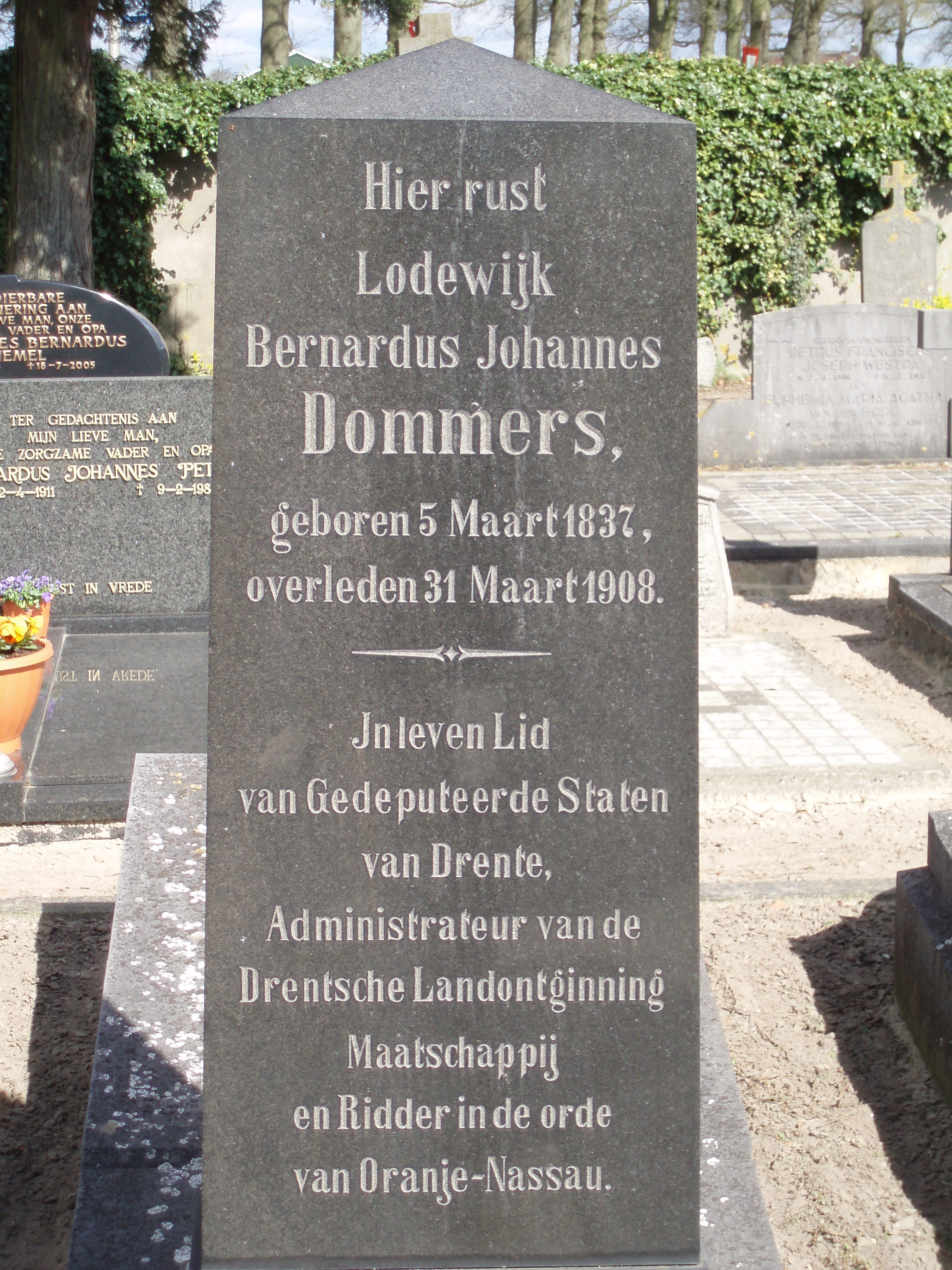
Graf van Lodewijk Dommers

Rooms-katholieke begraafplaats De Loo is de naam van een begraafplaats aan De Loo in Coevorden.

## Geschiedenis
Pastoor Weenink kocht in 1830 voor 250 gulden een stuk grond aan de Looweg om daar een katholieke begraafplaats aan te leggen.

### Kapel
Er werd ook een kapel gebouwd. In 1870 zorgde pastoor Pouw dat deze vervangen werd door de huidige kapel achter op de begraafplaats. Later werd hierin een missiekruis met corpus gehangen uit 1916. Dit hing oorspronkelijk in de kerk en werd ingekort en zwart wit geverfd.

### Muur en toegangspoort
Ook zorgde Pouw dat er een muur rond de begraafplaats werd geplaatst om het wroeten van dieren uit het omliggende veld tegen te gaan. De muur werd in 1874 gerealiseerd, maar een gedeelte waaide in 1877 alweer om. In 1922 waaide een deel van de westelijke muur omver. Hierop vergrootte men de begraafplaats ook maar meteen. Tijdens de storm van 13 november 1972 ging in de vroege ochtend een deel van de muur opnieuw tegen de vlakte. Ook zijn er in de loop van de jaren enkele auto's door de muur gereden. De begraafplaats ligt op een plek waar de weg, na een lang recht stuk, opeens een scherpe bocht maakt. Deze situatie is inmiddels aangepast.
De toegangspoort bestaat uit twee zuilen, waartussen een gietijzeren hek is geplaatst. Op de zuilen is een tekst te lezen:

Wat gij nu zijt was ik voor dezen, wat ik nu ben zult gij dra wezen.

### Sluiting
Per 1 januari 1975 werd de begraafplaats gesloten omdat deze vol zou zijn. In 2003 bleek dit echter niet zo te zijn en werd deze opnieuw geopend.

## Allerzielen
Allerzielen is een bijzondere dag voor de begraafplaats. Op de derde zondag van november 1937 hield pastoor Bouters een gebedsdienst op de begraafplaats. Hier maakte hij een traditie van. De liturgie bestond uit predicatie, gebed, het zingen van psalm 130: de profundis clamavi ad te Domine (Uit de diepten roep ik tot U, Heer) en het besprenkelen van de graven met wijwater. De begraafplaats werd op Allerzielen 2002 opnieuw ingewijd na een renovatie.

## Dommers
De begraafplaats is de laatste rustplaats van Lodewijk Dommers, een liberaal politicus.

## Afbeeldingen

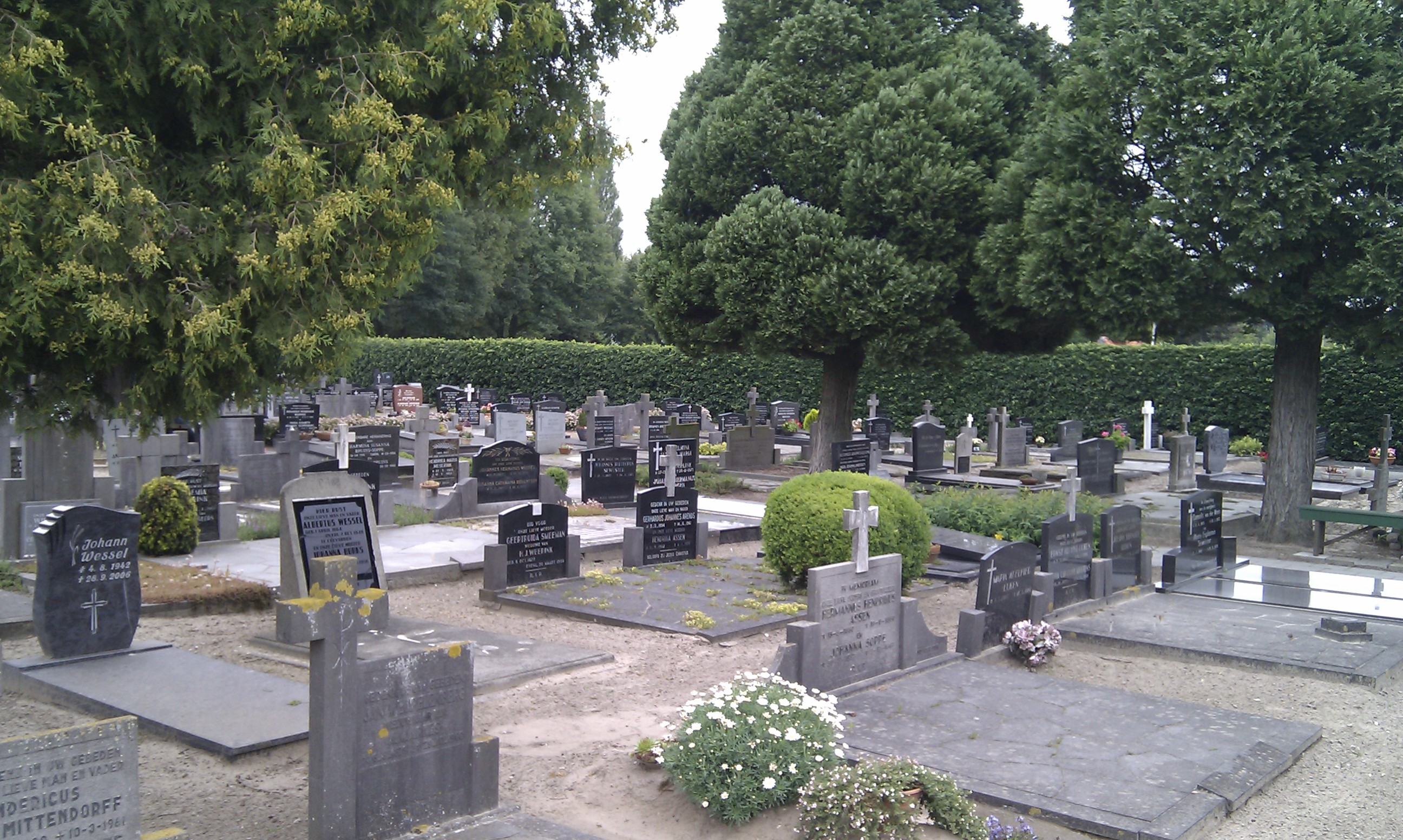
Overzicht
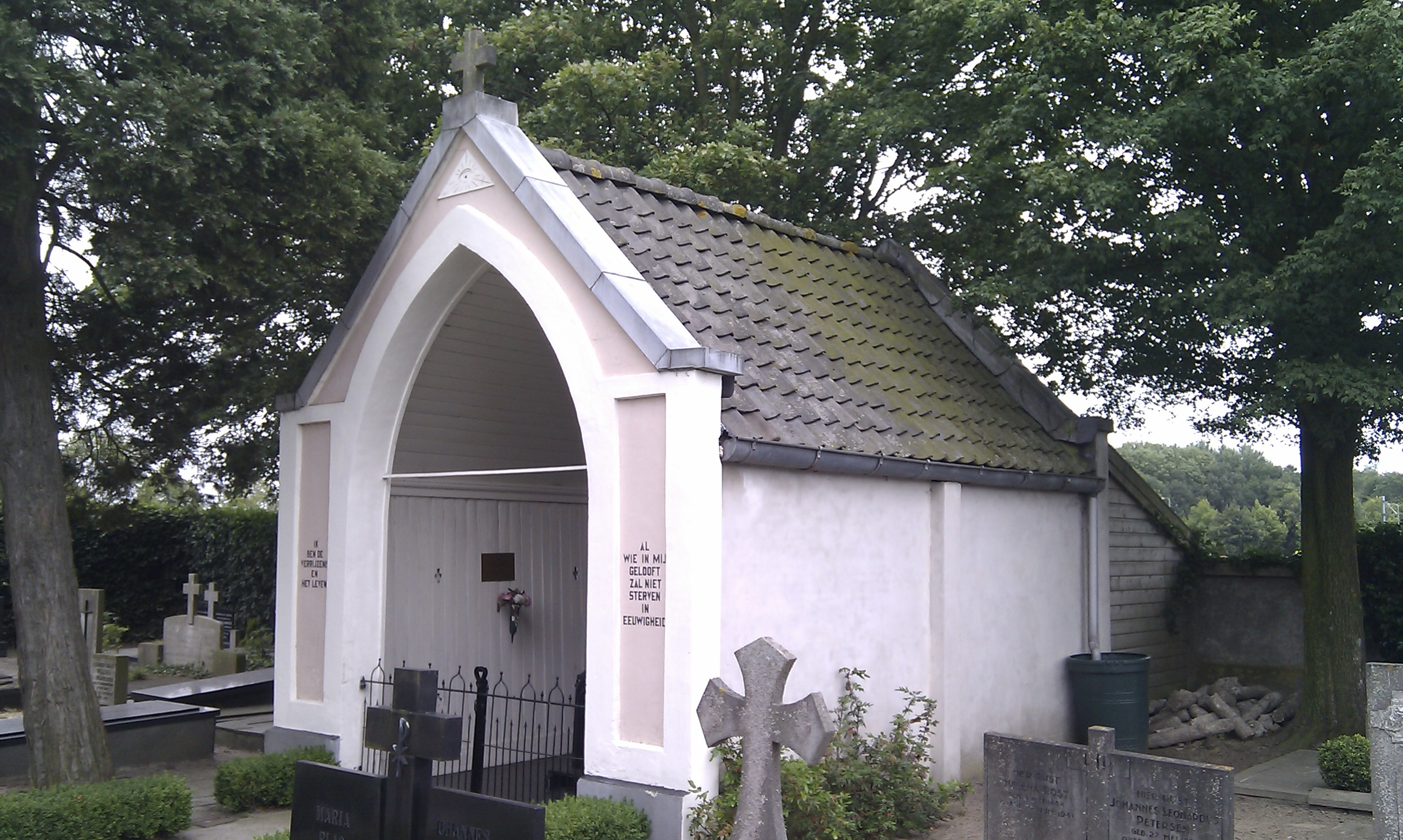
De kapel
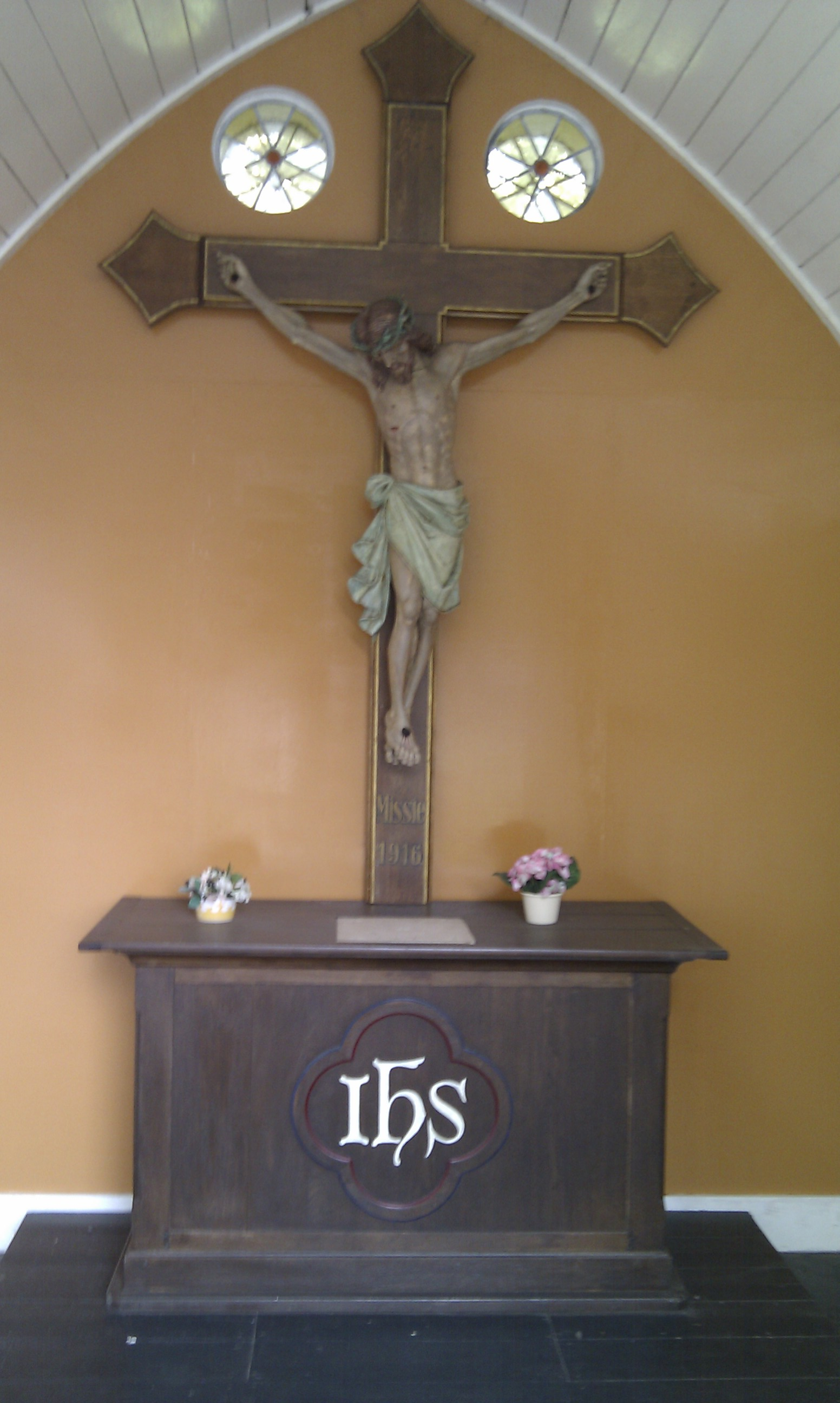
Kruisbeeld in de kapel
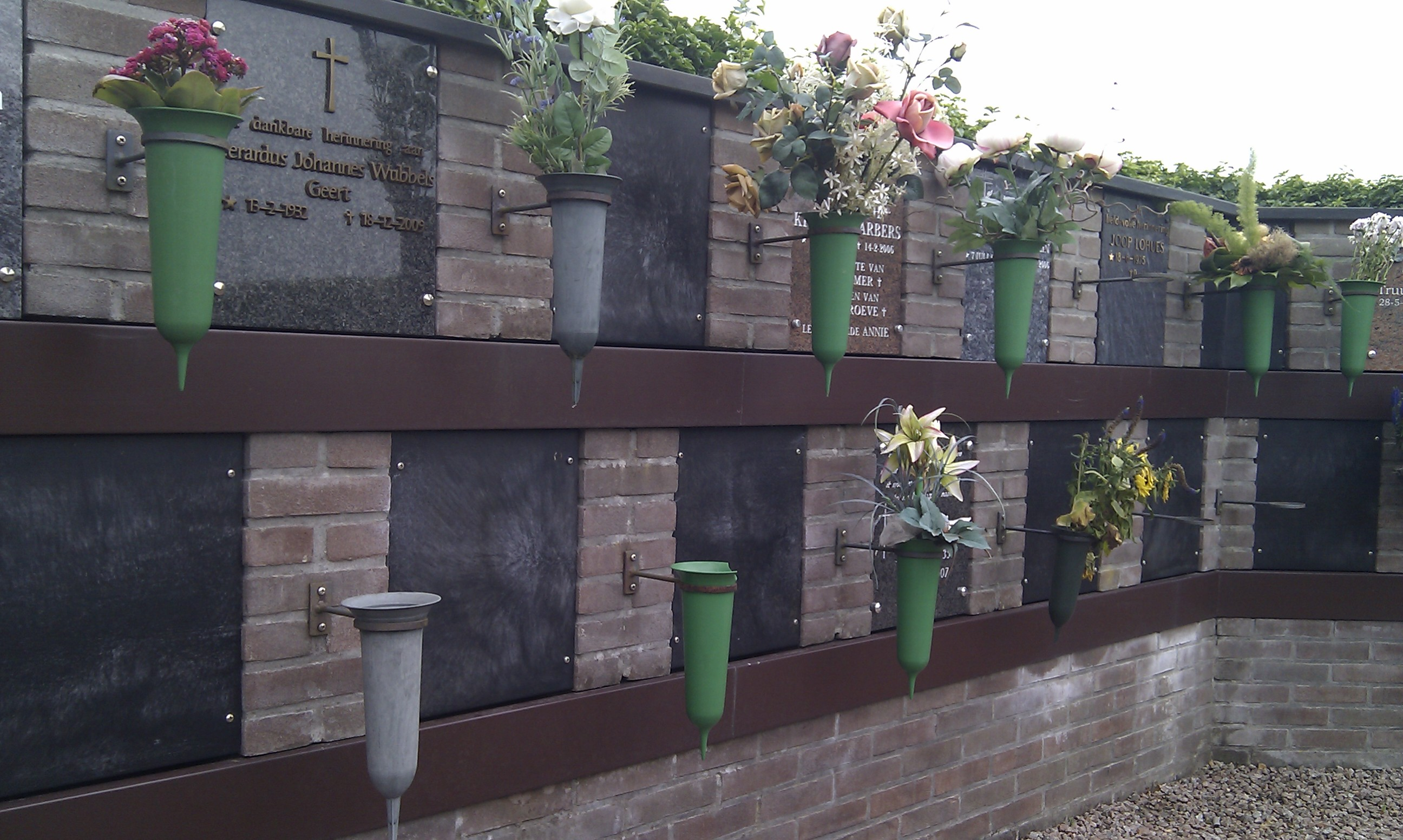
Urnenmuur
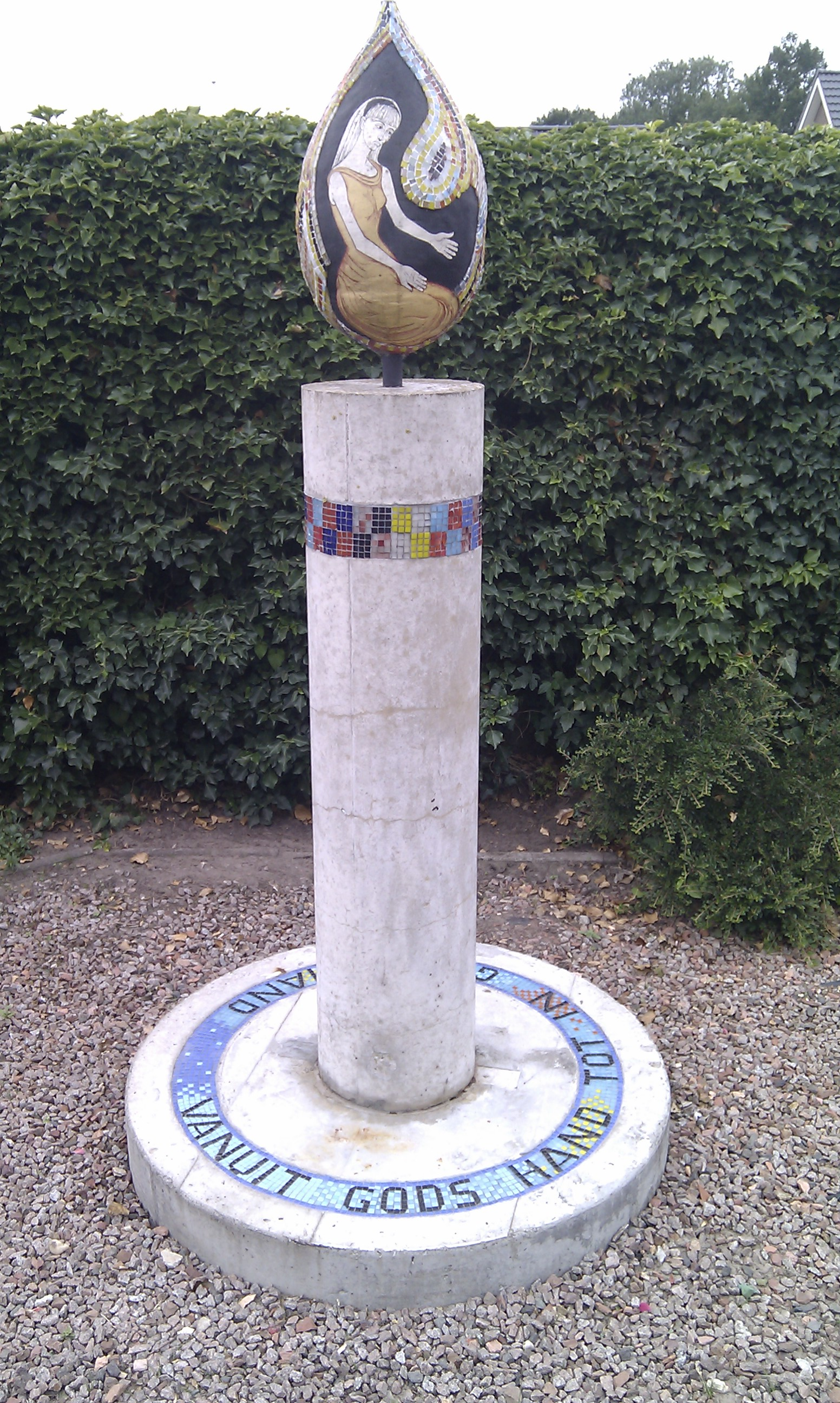
Monument voor de kinderen die niet in gewijde grond mochten worden begraven